# Cluny – La Sorbonne (Paris metro)
Cluny – La Sorbonne är en station för linje 10 i Paris tunnelbana. Stationen invigdes år 1930 och har konstnärlig utsmyckning. Mellan åren 1939-1988 var stationen stängd men öppnade åter när pendeltågsstationen Saint-Michel – Notre-Dame öppnade 1988 för linje B. Stationen har gångar som förbinder metrostationen och pendeltågsstationen.

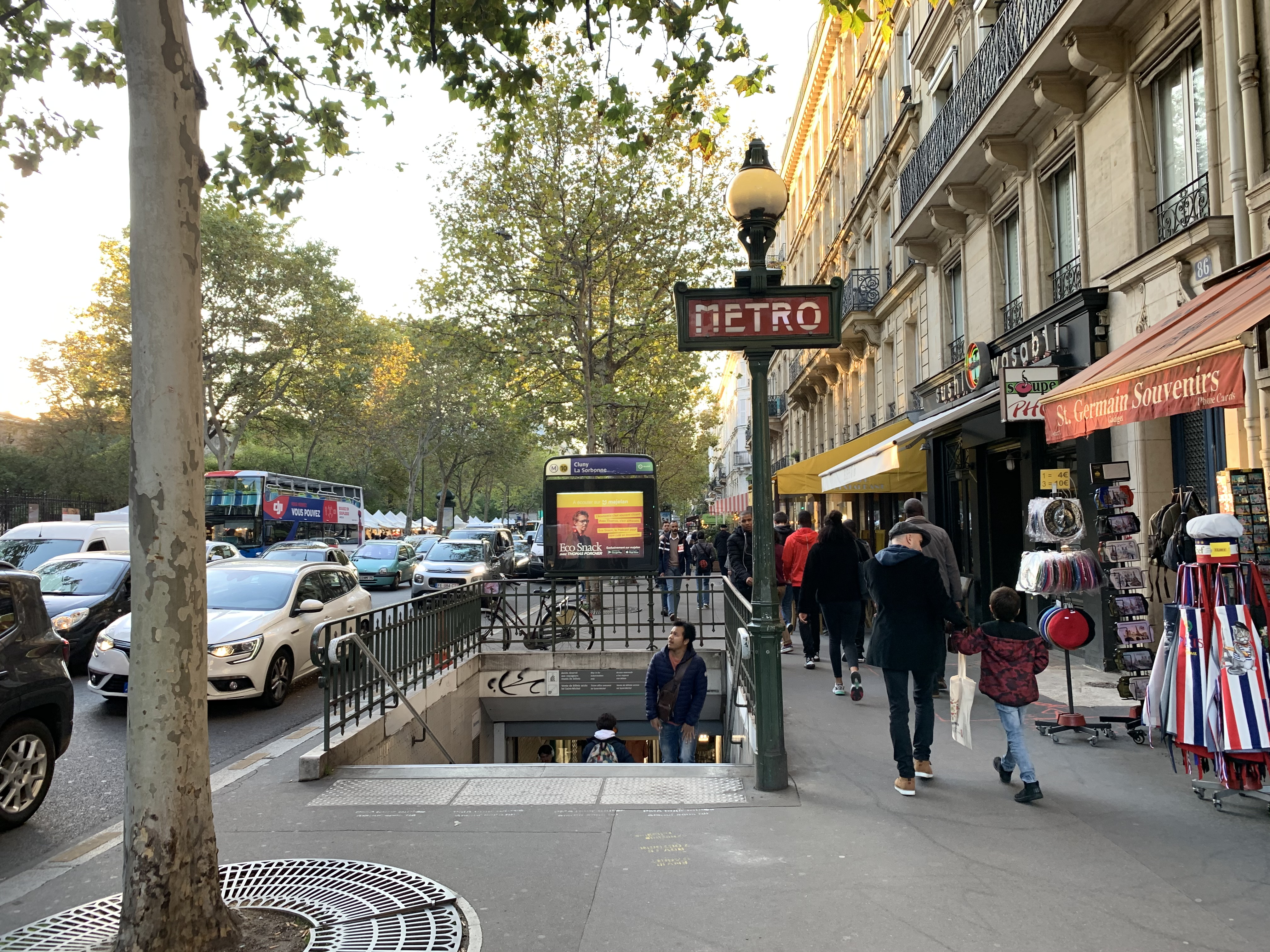
Entré
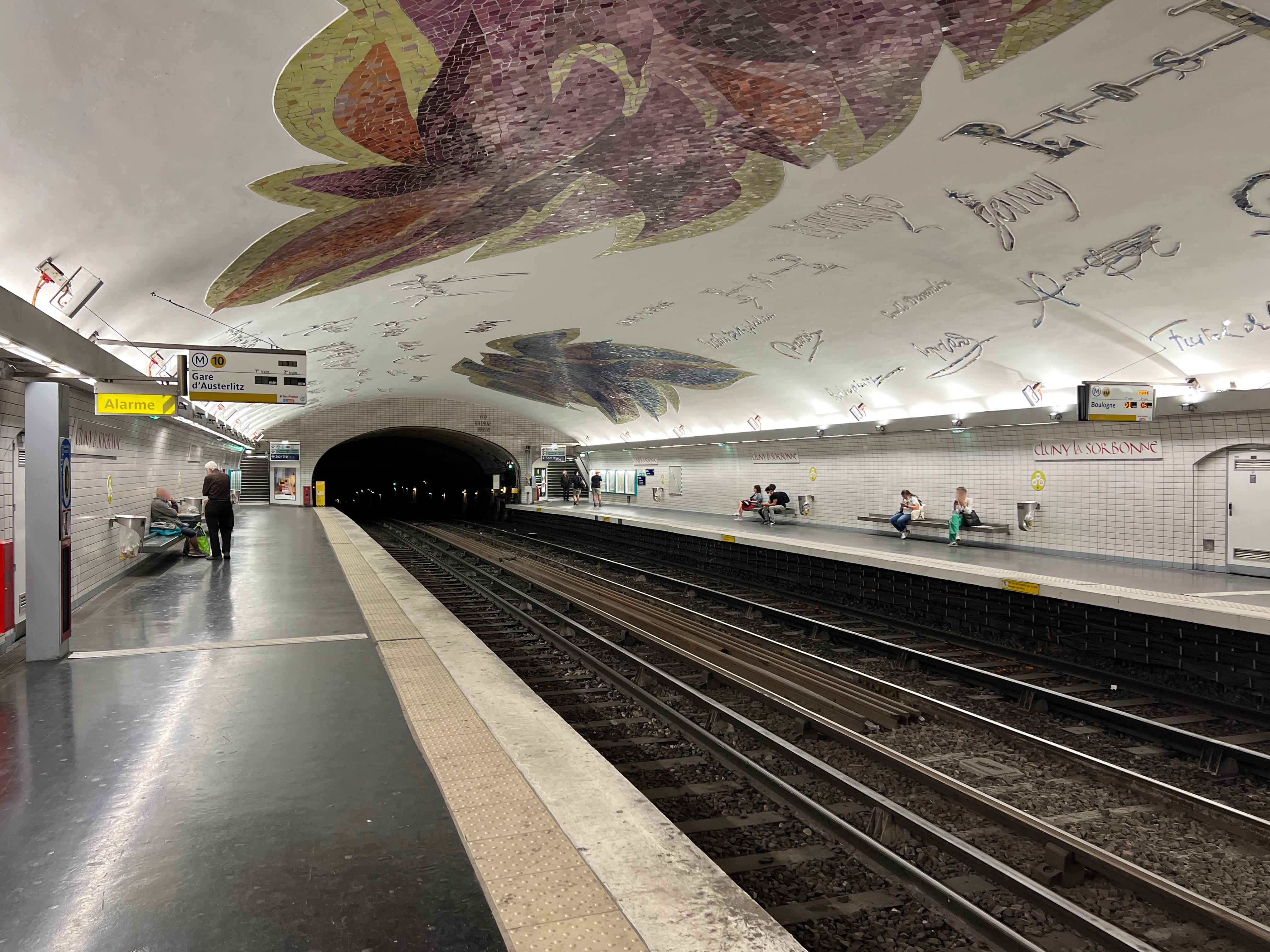
Konstnärlig utsmyckning i taket
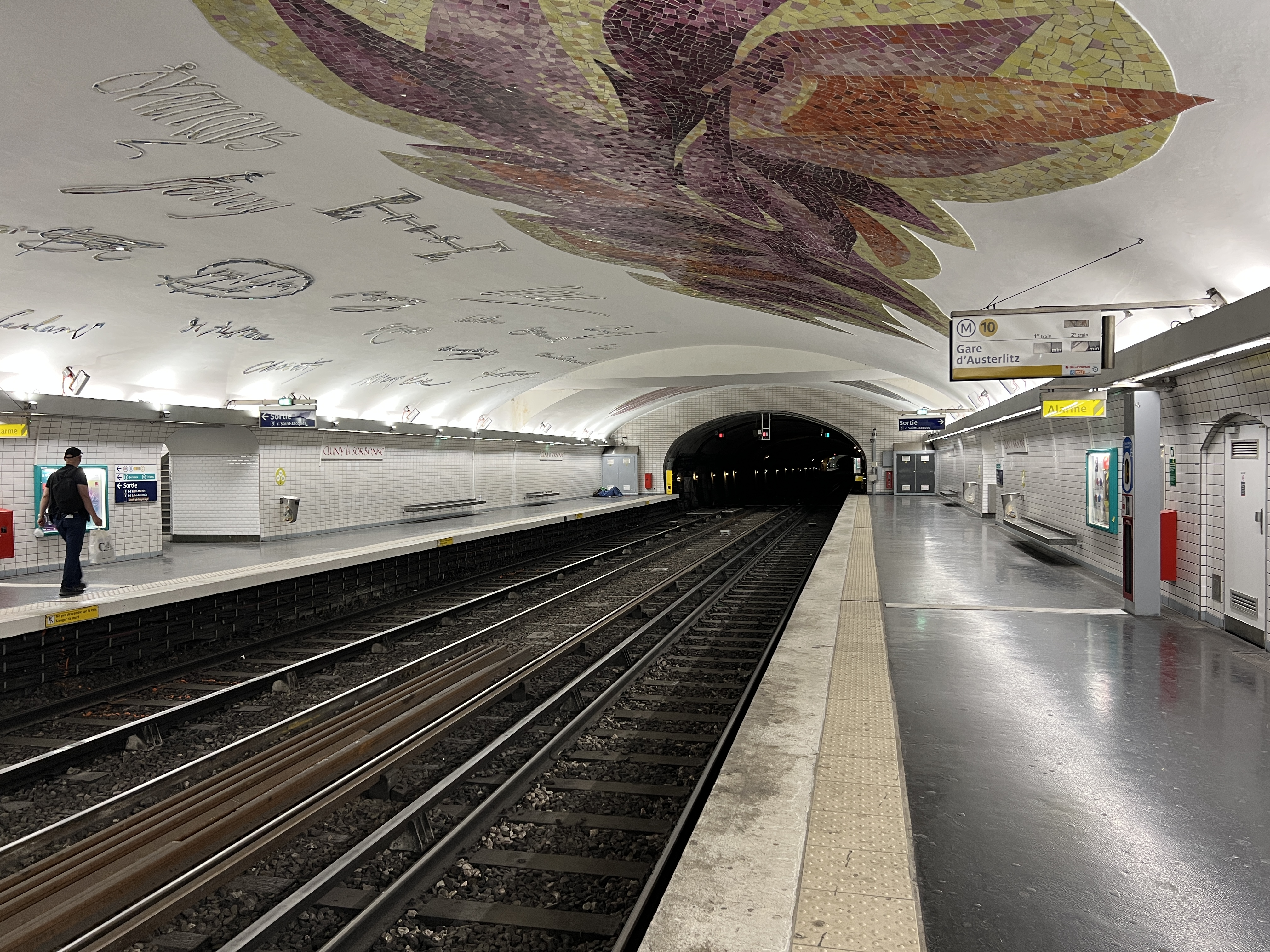
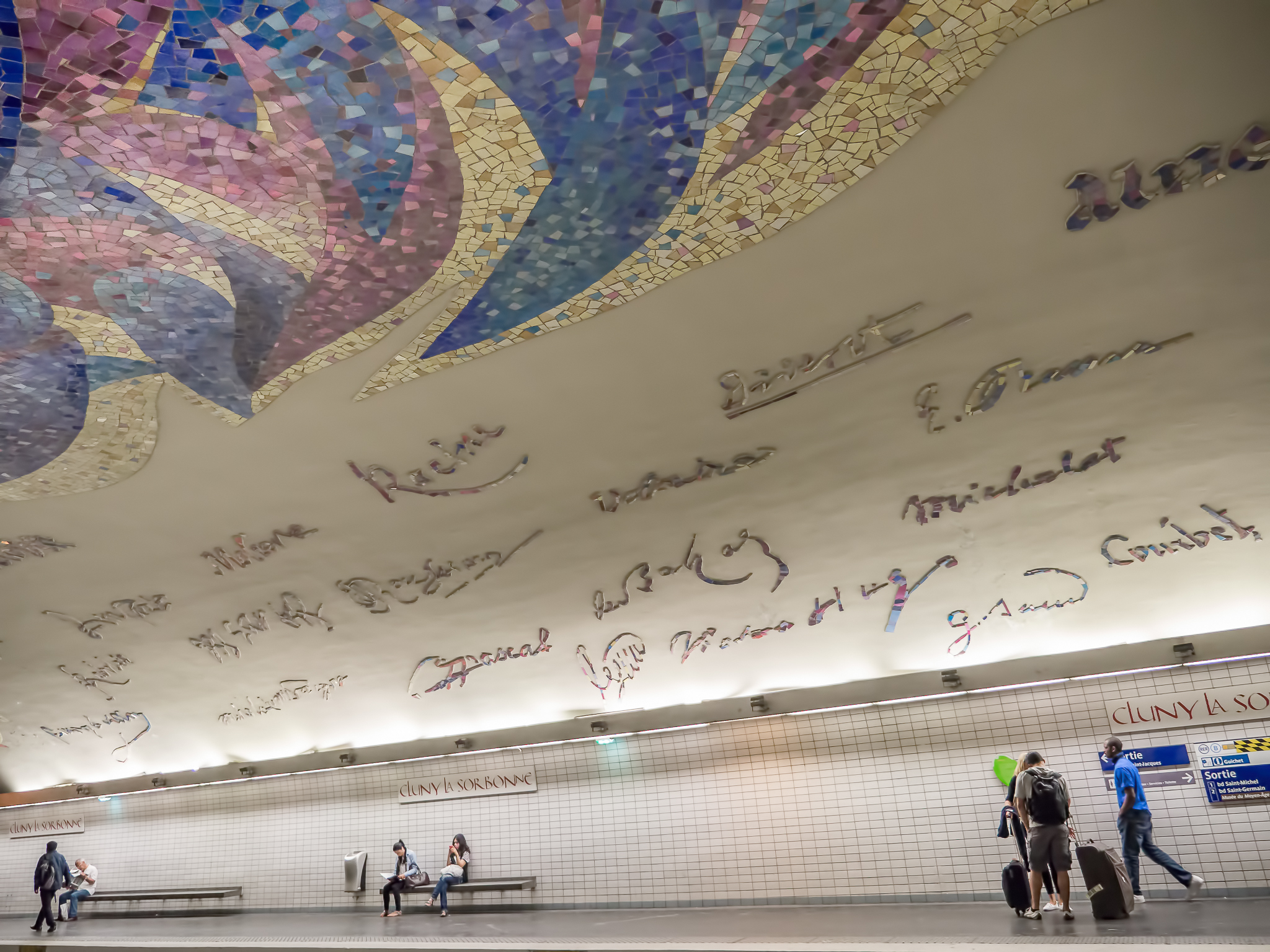